# Contea di Haskell (Oklahoma)
La contea di Haskell (in inglese Haskell County) è una contea dello Stato dell'Oklahoma, negli Stati Uniti. La popolazione al censimento del 2000 era di 11 792 abitanti. Il capoluogo di contea è Stigler.